# Hsu Yu-Hsiou
Hsu Yu-Hsiou (kinesisk: 許育修, født 2. april 1999 i Changhua, Taiwan) er en professionel tennisspiller fra Taiwan.